# Wilhelm Berns
Wilhelm Gustav Heinrich Berns (* 20. August 1863 in Haiger; † 15. Juni 1902 in Dillenburg) war ein deutscher Kaufmann und Mitglied des Provinziallandtages der Provinz Hessen-Nassau. 

## Leben
Wilhelm Berns war in Dillenburg als Kaufmann tätig und in den Jahren von 1871 bis 1875 Beisitzer des Gewerbevereins Dillenburg. Er engagierte sich kommunalpolitisch und war in den 1880er Jahren Mitglied des Dillenburger Gemeindevorstandes und dort später stellvertretender Bürgermeister.
In den Jahren von 1893 bis 1898 hatte er ein Mandat für den Nassauischen Kommunallandtag des preußischen Regierungsbezirks Wiesbaden bzw. für den Provinziallandtag der Provinz Hessen-Nassau, wo er Mitglied des Finanz- und Eingabenausschusses war.